# Aulo Cornelio Coso
Aulo Cornelio Coso  fue un político y militar romano del siglo V a. C., probablemente hermano de Servio Cornelio Coso. Fue cónsul en 428 a. C. con Tito Quincio Cincinato Peno y tribunos consulares dos años después, en 426 a. C..

## Biografía
Durante su tribunado, se le confió el cuidado de la ciudad mientras que sus tres colegas conducían la guerra contra Veyes. Rechazado el ejército romano, Coso designó a Mamerco Emilio Mamercino dictador y este eligió a su vez a Coso magister equitum.
Coso dio muerte a Lars Tolumnio, rey de Veyes, en combate singular y dedicó el botín —el segundo de los tres Spolia opima— en el templo de Júpiter Feretrio. Sin embargo, el año en que murió Tolumnio es un tema de controversia, incluso desde la Antigüedad, ya que Tito Livio señaló que todos los cronistas romanos lo colocan en 437 a. C., nueve años antes del consulado de Coso, cuando era tribuno militar en el ejército de Mamerco Emilio Mamercino, del que se dice que también fue dictador ese año. Al mismo tiempo, el historiador esgrime varias razones por las que esta fecha es improbable y menciona en particular que Augusto había descubierto una coraza de lino en el templo de Júpiter Feretrio en la que se señalaba que Coso era cónsul cuando había ganado este botín. Como el año del consulado de Coso fue, según los analistas, de pestilencia y sin ningún tipo de operaciones militares, es probable que Coso matara a Tolumnio el año de su tribunado consular, cuando era magister equitum, sobre todo teniendo en cuenta que este es expresamente el año consignado por varios autores.
Al dedicar el botín, Coso habría añadido el título de cónsul, ya sea en razón de hacer valer su dignidad o que en ese momento ejercía como tribuno consular.